# Piper PA-32

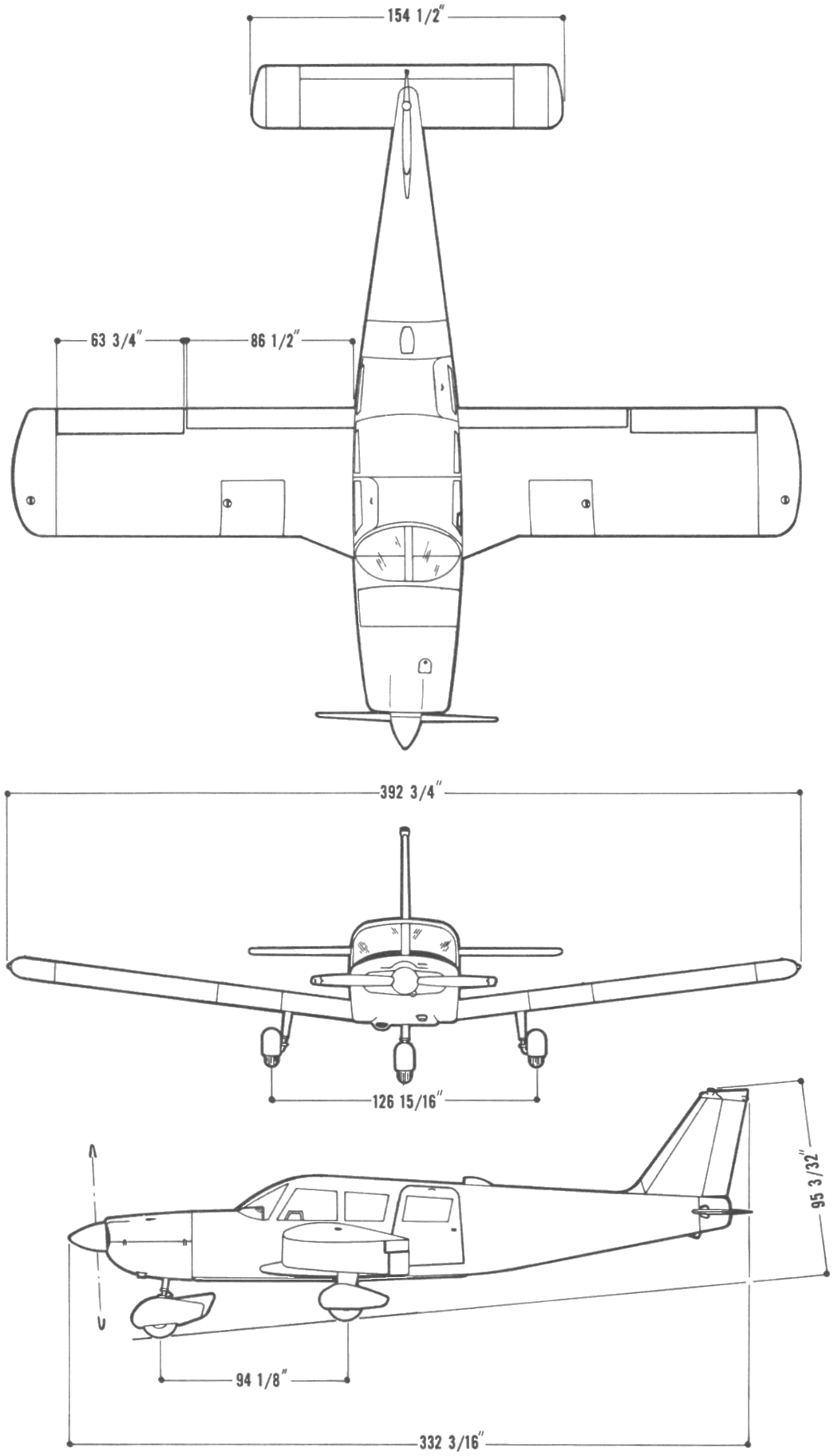
Piper PA-32-260 Cherokee Six

La serie Piper PA-32 Cherokee Six è una famiglia di aerei da turismo a sei o sette posti, con carrello fisso o retrattile, realizzati dalla statunitense Piper Aircraft fra il 1965 e il 2007.

## Storia
La serie PA-32 nacque nel 1965 con il PA-32-260 Cherokee Six da 260 cavalli, una versione a sei (o sette) posti, alquanto modificata, del PA-28.
Il Cherokee Six e i suoi successori possedevano sia un bagagliaio collocato nel muso dell'aereo, fra la cabina di pilotaggio e il motore, sia una ampia doppia porta posteriore per agevolare la salita dei passeggeri e il caricamento dei bagagli.

### PA-32-300
Molti piloti ritenevano che il modello Cherokee Six originale fosse sottodimensionato come potenza. In risposta a ciò, il 27 maggio 1966 la Piper ottenne la certificazione FAA per una versione da 300 HP, chiamata PA-32-300. La versione fu commercializzata a partire dal 1967.

### PA-32R
Nel 1975 fu aggiunto un carrello retrattile, e il modello che lo montò fu il primo della serie PA-32R, il Piper Lance. Fu il primo aereo della famiglia Piper Saratoga, la linea Piper di aerei lussuosi e ad alte prestazioni.
La scelta di Piper di adottare ali trapezoidali per la famiglia PA-28 Cherokee portò all'adozione di tale ala anche sulla famiglia PA-32. La versione ad ala trapezoidale del Cherokee Six fu denominata Saratoga e debuttò nel 1980. Purtroppo, sia per le preoccupazioni dovuti ai debiti di produzione sia la sfavorevole congiuntura economica, l'intera industria dell'aviazione entrò in una fase di recessione all'inizio degli anni '80, e la produzione del Saratoga cessò nel 1985.

### Piper 6X
Dopo la legge General Aviation Revitalization Act del 1994, la produzione del modello Saratoga, a carrello retrattile, ricominciò nel T1995. Un modello PA-32 a carrello fisso fu reintrodotto nel 2003 e denominato Piper 6X. Il modello turbocompresso era il Piper 6XT. Le vendite di entrambi i modelli non rispettarono le previsioni e la produzione cessò alla fine del 2007.

### Prototipo PA-34
La Piper fabbricò il prototipo PA32-260 con due motori Lycoming O-360 aggiuntivi, montati sulle ali. Questo trimotore fu il prototipo funzionante della versione bimotore, con carrello retrattile, del Cherokee Six, il Piper PA-34.

## Varianti
PA-32-250 Cherokee Six
Prototipo con motore Lycoming O-540 da 250 CV, due esemplari costruiti.
PA-32-260 Cherokee Six
Variante con motore Lycoming O-540-E da 260CV.
PA-32-260 Cherokee Six B
Modello del 1969 con cabina più spaziosa.
PA-32-260 Cherokee Six C
Modello del 1970, con piccole variazioni.
PA-32-260 Cherokee Six D
Modello del 1971, con piccole variazioni.
PA-32-260 Cherokee Six E
Modello del 1972, con cambiamenti agli interni e al pannello strumenti (nota: dopo il 1972 non vennero più utilizzate le lettere per identificare i modelli).
PA-32-300 Cherokee Six
Variante con motore Lycoming O-540-K da 300 CV, denominato Piper Six 300 dopo il 1979.
PA-32-300LD
Variante sperimentale a bassa resistenza aerodinamica per diminuire il consumo di carburante, un solo esemplare costruito.
PA-32S-300 versione idrovolante
Modello con galleggianti, pochi esemplari costruiti.
PA-32-301 Saratoga
Variante fabbricata a partire dal 1980, con motore Lycoming IO-540-K1G5 da 300 CV.
PA-32-301T Turbo Saratoga
Modello Saratoga con motore Lycoming TIO-540-S1AD turbocompresso e cappottatura motore modificata.
PA-32-3M
Prototipo di PA-32 modificato come trimotore, con due motori Lycoming O-235 da 115 CV montati sulle due ali, servì allo sviluppo del PA-34 Seneca.